# 幼小中一貫校
幼小中一貫校（ようしょうちゅういっかんこう）とは、既存の幼稚園、小学校と中学校を統合した学校。

## 概要
かつて一貫校といえば私立の学校がほとんどであった。しかし園児の発達に合わせた教育をするためには幼稚園、小学校、中学校とでまったく別な教育をするより一貫性を持たせて教育をした方が良いということで、近年は幼稚園、小学校と中学校を統合した公立の幼小中一貫校が各地で徐々に開校している。

## 公立の幼小中一貫校

### 併設型幼小中一貫校
同じ設置者（市町村）が幼稚園、小中学校を併設し、接続して幼小中一貫教育を行うもの。特徴は他の幼稚園からもその小学校に、他の小学校からもその中学校に進学できることである。小学校や中学校では内部進学生と外部進学生が切磋琢磨して学校生活を送る。
基本的に併設されている幼稚園の園児は、そのまま小学校に進学するが、国立小学校、私立小学校を受験する道も閉ざされていない。また、併設されている小学校の児童もそのまま中学校に進学するが、国立中学校、都道府県立中学校、私立中学校を受験する道も閉ざされていない。

### 連携型幼小中一貫校
主に、地域の結びつきの強い小中学校とその地域の幼稚園、小学校が連携して取り組む事例が多い。幼稚園の教師が小中学校で授業を受け持ったり、小中学校の教師が幼稚園で保育を受け持ったりすることでそれぞれの教育内容の理解を深めたりする。また、幼小中学校が同じ行事を行ったりすることで園児、児童生徒同士が交流を深めている。
ただし国立小中学校や私立小中学校、都道府県立中学校へ進学する者や連携幼小学校以外からも園児や児童が入学してくるため、他のタイプに比べて大幅なカリキュラムの変更ができないという欠点がある。

## 日本の幼小中一貫校の一覧

### 国立学校
島根県
- 島根大学教育学部附属幼稚園・小学校・中学校

広島県
- 広島大学附属三原幼稚園・小学校・中学校

静岡県
- 静岡大学教育学部附属幼稚園・小学校・中学校

### 公立学校
東京都
- 墨田区立八広幼稚園・墨田区立八広小学校・墨田区立吾嬬第二中学校

新潟県
- 湯沢町立湯沢学園
  - 湯沢認定こども園・湯沢町立湯沢小学校・湯沢町立湯沢中学校

鳥取県
- 鳥取市立福部未来学園
  - 鳥取市立福部未来学園幼稚園・鳥取市立福部未来学園

岡山県
- 五つ星学園
  - 総社市立維新幼稚園・総社市立維新小学校・総社市立昭和幼稚園・総社市立昭和小学校・総社市立昭和中学校

大分県
- 別府市立東山幼小中学校

宮崎県
- 美郷町立美郷北学園
- 美郷町立美郷南学園
  - 美郷町立南郷幼稚園・美郷町立南郷小学校・美郷町立南郷中学校

### 私立学校
福島県
- 郡山ザベリオ学園
- 会津若松ザベリオ学園幼稚園・会津若松ザベリオ学園小学校・中学校・高等学校